# Miguel Cáceres
Miguel Cáceres Báez, más conocido como La Topadora (Campo Nueve, 6 de junio de 1978) es un exfutbolista paraguayo. Se desempeñaba como delantero y su primer club fue Guaraní. También vistió la casaca de la Seleccióna de Paraguay.

## Carrera
Ganó su apodo a partir del andar arrollador que tenía con la pelota en los pies. Esa potencia fue su más destacada característica, acompañada también por su capacidad de cabecear. Luego de su debut en Guaraní, pasó a las filas de Rosario Central de Argentina, con la idea de ser una alternativa ante la salida de Juan Antonio Pizzi a FC Porto. En su debut, el 10 de agosto de 2000, le marcó un gol a Club Cerro Porteño de su país natal, por la Copa Mercosur 2000 (triunfo canalla 2-1). En el semestre que pasó en el club auriazul convirtió otros 7 tantos por el Torneo Apertura: 3 a Los Andes, 2 a Boca Juniors y otros 2 a Gimnasia y Esgrima La Plata. Este rendimiento atrajo la atención de Levante UD de la Segunda División de España, club en el que jugó durante el primer semestre de 2001. Fue cedido luego a Olimpia de Paraguay, retornando al ascenso español para vestir la camiseta de Badajoz. En 2003 jugó el Torneo Apertura de Argentina para Nueva Chicago. Luego se retiró debido a lesiones que sufría. En 2009 intentó retornar a la actividad en el Club Atlético 3 de Febrero de Ciudad del Este, pero su estado físico no se lo permitió.

## Clubes
| Club            | País      | Año       |
| --------------- | --------- | --------- |
| Guaraní         | Paraguay  | 1998-2000 |
| Rosario Central | Argentina | 2000      |
| Levante UD      | España    | 2001      |
| Olimpia         | Paraguay  | 2001      |
| Badajoz         | España    | 2002-2003 |
| Nueva Chicago   | Argentina | 2003      |

## Selección nacional
Vistió la casaca paraguaya durante la era de Sergio Markarián. Sus primeros tres encuentros fueron durante una serie de amistoso ante Australia jugados en junio de 2000. En el tercero de ellos marcó su único gol con Paraguay. Disputó también encuentros por eliminatorias rumbo al Mundial 2002, la Copa Kirin de 2001 y la Copa América 2001.

### Participaciones en la Selección
| Instancia                  | Sede          | PJ | Goles |
| -------------------------- | ------------- | -- | ----- |
| Partidos amistosos         | Sin sede fija | 4  | 1     |
| Eliminatorias Mundial 2002 | Sin sede fija | 1  | 0     |
| Copa Kirin 2001            | Japón         | 2  | 0     |
| Copa América 2001          | Colombia      | 1  | 0     |

#### Detalle de partidos
| Instancia                  | Fecha      | Estadio                         | Rival      | Resultado | Goles |
| -------------------------- | ---------- | ------------------------------- | ---------- | --------- | ----- |
| Amistoso                   | 09-06-2000 | de Fútbol de Sídney             | Australia  | 0-0       | 0     |
| Amistoso                   | 12-06-2000 | Brisbane Cricket Ground         | Australia  | 0-0       | 0     |
| Amistoso                   | 15-06-2000 | Olympic Park, Melbourne         | Australia  | 1-2       | 1     |
| Amistoso                   | 21-06-2000 | Antonio Aranda, Ciudad del Este | Costa Rica | 1-0       | 0     |
| Eliminatorias Mundial 2002 | 28-03-2001 | Centenario, Montevideo          | Uruguay    | 1-0       | 0     |
| Copa Kirin                 | 28-06-2001 | Olímpico de Tokio               | Serbia     | 2-0       | 0     |
| Copa Kirin                 | 01-07-2001 | Domo de Sapporo                 | Japón      | 0-2       | 0     |
| Copa América               | 15-07-2001 | Olímpico Pascual Guerrero, Cali | México     | 0-0       | 0     |